# Belovskij rajon (Oblast' di Kemerovo)
Il Belovskij rajon (in russo Беловский район?) è un rajon dell'Oblast' di Kemerovo, nella Russia europea; il capoluogo è Belovo. Istituito nel 1924, ricopre una superficie di 3.180 chilometri quadrati e consta di una popolazione di circa 33.000 abitanti.

## Centri abitati
- Circondario rurale di Bekovo
  - Bekovo
  - Čeluchoevo
  - Oktjabr'skij
  - Verchovskaja
- Circondario rurale di Evtino
  - Evtino
  - Karakan
  - Konovalovo
  - Novodubrovka
  - Novyj Karakan
  - Petrovskij
  - Pomorcevo
  - Sidorënkovo
  - Stepnoj
  - Višnëvka
- Circondario rurale di Menčerep
  - Chachalino
  - Dunaj-Ključ
  - Kamešek
  - Korotkovo
  - Menčerep
  - Zadubrovskij
- Circondario rurale di Mochovo
  - Ivanovka
  - Kalinovka
  - Konevo
  - Meret'
  - Mochovo
  - Novorossijka
  - Proektnaja
  - Ubinskij
- Circondario rurale di Novobačaty
  - Imeni Il'iča
  - Novobačaty
- Circondario rurale di Permjaki
  - Čigir'
  - Karalda
  - Novochudjakovo
  - Permjaki
- Circondario rurale di Starobačaty
  - Artyšta
  - Buskuskan
  - Šestaki
  - Ščebzavod
  - Starobačaty
- Circondario rurale di Staropesterëvo
  - Injuška
  - Osinovka
  - Rjamovaja
  - Snežinskij
  - Staropesterëvo
  - Urop
  - Zarinskoe
  - Zarja